# Марионетки (Родина)
«Марионетки» (англ. «Sock Puppets») — девятый эпизод шестого сезона американского драматического телесериала «Родина», и 69-й во всём сериале. Премьера состоялась на канале Showtime 19 марта 2017 года.

## Сюжет
Дар Адал (Ф. Мюррей Абрахам) предаёт Джавади (Шон Тоуб), раскрывая его местоположение Моссаду, который жаждет допросить его относительно операций КСИР. Уцепившись за ситуацию, Джавади звонит Кэрри (Клэр Дэйнс) и включает громкую связь на телефоне, что даёт ей возможность услышать то, что происходит. Кэрри и Сол (Мэнди Патинкин) отслеживают звонок, но прибывают в гостиничный номер Джавади после того, как его забрали оперативники Моссада, хотя они находят телефон, который он оставил. На его телефоне они находят запись Фархада Нафиси (Бернард Уайт), где он признаётся, что он работал на Моссад. Кэрри и Сол предоставляют это доказательство избранному президенту Кин (Элизабет Марвел). Наряду с причастностью Дара Адала в подставе Секу Ба, они убеждают Кин в том, что Дар, вместе с элементами Моссада, сговорились с целью ложно представить Иран так, что он нарушил ядерное соглашение.
Макс (Мори Стерлинг) изучает смерть Конлина и отслеживает местонахождение последнего телефонного звонка Конлина в техподдержке, которую он расследовал. Стараясь узнать больше об организации, Макс реагирует на одну из свободных должностей. У Макса берёт интервью Бретт О'Киф (Джейк Уэбер), а затем нанимает его. Макс вскоре узнаёт, что основная функция организации состоит в том, чтобы контролировать огромное количество поддельных социальных аккаунтов, чтобы выпустить в интернет политические цели О'Кифа.
Кин приводит генерального прокурора Джорджа Паллиса (Дэвид Торнтон), чтобы дать советы насчёт Дара Адала. Паллис утверждает, что у них просто недостаточно доказательств прямой связи Дара с заговором. Он говорит, что единственный способ обрушить Дара заключается в том, чтобы Кэрри дала показания, что Дар прикрывал проникновение русского агента на берлинской станции ЦРУ. Кэрри не хочет этого делать, так как это опозорит Сола из-за его отношений с Эллисон в то время, которая была кротом. Кэрри встречается с Солом и объясняет, к его ужасу, что в настоящее время это их единственный ход действий.
Дар идёт домой и обнаруживает там Куинна (Руперт Френд), ждущего его. Когда Куинн противостоит ему по поводу убийства Астрид и покушения на его жизнь, Дар настаивает на том, что он не имеет к этому никакого отношения, он даже заходит так далеко, что говорит, что он любит Куинна как сына и ни за что бы не навредил ему. Куинн ударяет Дара пистолетом и уходит. Дар звонит своему прихвостню (С. Дж. Уилсон), требуя знать, почему он ослушался его инструкций оставить Куинна в покое. Мужчина отвечает, что «были другие мнения». Дар сообщает ему, что Куинн всё ещё жив. Снаружи неподалёку, Куинн подслушивает их телефонный разговор с помощью Stingray.

## Производство
Режиссёром эпизода стал Дэн Аттиас, а сценарий написали исполнительный продюсер Чип Йоханнссен и супервайзовый продюсер Эван Райт.

## Реакция

### Реакция критиков
Эпизод получил рейтинг 89% на сайте Rotten Tomatoes, чей консенсус гласит: «Интригующие ритмы персонажей и убедительные сюжетные повороты делают „Марионеток“ символической „Родиной“ в лучшем виде -- и сильнейшим эпизодом сезона на сегодняшний день.»
Мэтт Бреннан из «Paste» оценил эпизод на 8.1 из 10, заявив: «„Родина“, таким образом, восстанавливается от самого слабого вступления при помощи, на данном этапе, сильнейшего вступления, возвращаясь к теме, которая выдерживала её с самого начала: Ужасная правда, которая заключается в том, что наши ошибки в суждении остаются с нами навсегда, даже когда само время движется дальше.» Бреннан также похвалил выступление Клэр Дэйнс в начале эпизода. Итан Реннер из «The Baltimore Sun» положительно оценил эпизод, подытожив: «Это был ещё один большой выход, и я с нетерпением жду следующих поворотов и ходов, которых не было в „Родине“ в течение нескольких лет.» Брайан Таллерико из «New York Magazine» оценил эпизод на 4 звезды из 5, также похвалив выступление Дэйнс.

### Рейтинги
Во время оригинального показа, эпизод привлёк внимание 1.26 миллиона зрителей.